# Winx Club - Believix in You!
Winx Club - Believix in You! è un videogioco del 2010 sviluppato dalla Forwardgames srl per conto della Rainbow e pubblicato dalla Namco Bandai Games per Nintendo DS. Il gioco è ispirato ai primi tredici episodi della quarta stagione del cartone animato Winx Club.

## Trama
Le Winx arrivano sulla Terra per trovare l'ultima fata e far credere gli esseri umani nella magia, con lo scopo di guadagnare il potere Believix.

## Modalità di gioco
I giocatori possono avere un cucciolo magico, come le Winx, e mettersi al lavoro nel negozio di animali Love & Pet, facendo gareggiare i propri cuccioli nelle sfide di ballo e dando loro da mangiare.
Al videogioco possono partecipare massimo quattro giocatori.